# Sauló
El sauló o gravella és la Sorra que resulta de la descomposició dels granits. Dins l'àrea climàtica mediterrània, les roques granítiques poden alterar-se amb una relativa facilitat. L'acció de les aigües carregades de gas carbònic converteix el feldespat en argila, la mica en productes ferruginosos i el quars en masses de sorra silícia. El granit, en conseqüència, es comporta, en certes condicions climàtiques, com una roca de poca resistència. Dins el paisatge morfològic constitueix els sectors deprimits i de pendent suau.
El sauló (80% sorres, 4% llims i 16% argiles) té una textura Franco-Arenosa, per tant té la millor textura possible
. És per això que s'hi elaboren uns vins blancs de tanta qualitat.
Es caracteritzen per ser moderadament profunds, amb un drenatge molt fort, gran permeabilitat, textures gruixudes i amb uns nivells de matèria orgànica molt baixos i amb alta erosionabilitat i transportabilitat. Aquesta textura és especialment favorable a l'elaboració de vins blancs de qualitat, unint finor, aroma i lleugeresa. Són apropiats també per a l'elaboració de vins negres delicats amb varietats determinades.
Els seus índexs de matèria orgànica són inferiors a 1%.